# Goniothalamus touranensis
Goniothalamus touranensis är en kirimojaväxtart som beskrevs av Suzanne Ast. Goniothalamus touranensis ingår i släktet Goniothalamus och familjen kirimojaväxter. Inga underarter finns listade i Catalogue of Life.